# Fallicambarus gilpini
Fallicambarus gilpini är en kräftdjursart som beskrevs av Hobbs, Jr. och Robison 1989. Fallicambarus gilpini ingår i släktet Fallicambarus och familjen Cambaridae. IUCN kategoriserar arten globalt som nära hotad. Inga underarter finns listade i Catalogue of Life.